# Dreikönigskirche (Dresde)
La Dreikönigskirche est une église protestante de Dresde, dans l'Innere Neustadt.

## Géographie
La Dreikönigskirche se situe dans le quartier de l'Innere Neustadt, dans la rue principale. Son plan est un rectangle d'environ 60 × 30 m. Le clocher de 87,5 m de haut se trouve à peu près au centre du triangle Blockhaus-Albertplatz-Palais Japonais et constitue l'élément dominant du quartier visible de loin. La rue qui contourne le bâtiment s'appelle An der Dreikönigskirche. Sur le côté ouest de l'église, il y a un petit parvis face à la Königstraße, le reste de la zone est densément bâtie. À quelques pas de l'église se trouve la Kügelgenhaus.

## Histoire
Une église fut probablement construite pour la première fois en 1404 dans la ville alors indépendante d'Altendresden sur la rive droite de l'Elbe, d'où émerge la nouvelle ville. Cet édifice gothique se composait d'une nef à toit plat avec deux tourelles pointues. Il se trouvait à environ 200 m au sud de l'emplacement actuel et donc beaucoup plus proche du Neustädter Markt, le centre d'Altendresden à l'époque. Après son retable, l'église est dédicacée aux Rois mages. Elle est mentionnée pour la première fois en 1421, lorsque les droits féodaux et de patronage sur la Dreikönigskirche sont transférés à l'abbaye augustinienne d'Altendresden après la mort du prêtre Johann Stüblinger, qui jusque-là avait tenu ses offices dans l'Erasmikapelle de la Weißen Tor. Les Hussites détruisent la première Dreikönigskirche en 1429, mais elle est reconstruite peu de temps après et entre 1514 et 1520, elle est transformée en une église-halle gothique à trois nefs avec un chœur.
L'incendie d'Altendresden en 1685 détruit à nouveau la Dreikönigskirche. Trois ans plus tard, le maître maçon Johann Benedikt Knöffel, le père de l'architecte Johann Christoph Knöffel, et le maître charpentier Andreas Voigt achèvent l'église désormais à trois nefs pour le culte. Vers 1730, elle reçoit un clocher. Cependant, comme Auguste II prévoit de transformer Altendresden en une nouvelle ville royale baroque, l'électeur fait démolir toute l'église en 1731 comme de nombreux bâtiments, car il fait obstacle au boulevard central prévu, la rue principale d'aujourd'hui.
De 1732 à 1739, la Dreikönigskirche est reconstruite selon les plans de Matthäus Daniel Pöppelmann. Elle est construite du côté ouest de la rue principale, est alignée exactement avec la ligne de rue et s'intègre dans la nouvelle partie de la ville, c'est-à-dire qu'elle n'est pas orienté à l'est. À cet endroit, un peu au nord de l'emplacement d'origine de l'église, se trouvait le cimetière d'Altendresden, qui fut déplacé vers le nord (aujourd'hui cimetière d'Innere Neustadt). George Bähr, le constructeur de l'église Notre-Dame de Dresde, se voit confier la conception de l'intérieur de l'église et dirige seul la construction après la mort de Pöppelmann à partir de 1734. La voûte en planches en forme d'auge remonte à Bähr. Le beau-frère de Bähr, le maître charpentier Johann Georg Schmidt, et le maître maçon Johann Gottfried Fehre réalisent la construction baroque tardive.
Le jour de la Saint-Michel, le 29 septembre 1739, le surintendant Valentin Ernst Loescher inaugure l'église par un office. Johann Benjamin Thomae crée son œuvre principale à cet effet, un précieux autel baroque en grès avec les vierges devant Jésus-Christ, qui est encadré par les évangélistes Jean et Matthieu. Exceptionnellement, l'autel n'est pas du côté est, mais du côté ouest, puisque selon le plan général électoral, l'accès à l'église devait se faire depuis la rue principale par la porte principale dans l'avant-corps central du portail est. Cette rupture avec la tradition fut assez controversée entre l'église et les architectes; un cas comparable de l'autre côté de l'Elbe à Dresde est la cathédrale. Le portail de la façade ouest de la Dreikönigskirche avec son pignon segmenté et un cartouche provient de l'édifice précédent et est l'œuvre de Johann Friedrich Jentzsch de 1712. L'église se compose d'une nef et d'un transept avec un orgue et des tribunes latérales. Le sous-sol est constitué de pierre de taille, les façades sont structurées par de hautes doubles fenêtres et des pilastres jumelés. Zacharias Hildebrandt crée son dernier orgue pour la Dreikönigskirche en 1757. Il avait 38 registres ; il fut détruit en 1945.
Les plans du clocher de la Dreikönigskirche, ajoutée entre 1854 et 1857, proviennent de Karl Moritz Haenel et Frommherz Lobegott Marx. Ils sont créés dans le cadre d'un "concours" auquel avait participé également Woldemar Hermann. Le clocher mesure 87,5 m de haut, en grès et décorée à l'extérieur de plusieurs sculptures telles que les quatre évangélistes et les trois rois mages. Le clocher, qui peut être visitée toute l'année, est construite dans le style néo-baroque afin de l'intégrer au mieux dans les parties baroques existantes. Vers la même époque, soit vers 1858, une fontaine décorative est érigée au milieu du parvis ouest devant le nouveau clocher. Toujours au XIXe siècle, le toit à pignon d'origine de l'église est remplacé par un toit en mansarde déjà prévu par George Bähr, et une galerie est démantelée. Sous la direction de l'architecte de Dresde Rudolph Kolbe, la Dreikönigskirche est rénovée en 1933 et 1934 afin de lui redonner son aspect baroque d'origine.
Lors du bombardement de Dresde le 13 février 1945, l'église brûle complètement et s'effondre en grande partie. Les murs extérieurs et le clocher sont conservés. Après le déblaiement des décombres dans les années d'après-guerre, des offices ont de nouveau lieu dans la chapelle du clocher. Contrairement à toutes les objections des conservateurs, il est temporairement prévu d'enlever complètement les vestiges de l'église au cours de la transformation de la rue principale en boulevard socialiste. Certains bâtiments de la vieille ville ont longtemps bénéficié d'une priorité plus élevée.
Dans les années 1970, une attention accrue est également accordée à Dresden Neustadt. La rue principale est réaménagée entre 1974 et 1979 en voie piétonne. La décision finale de reconstruire la Dreikönigskirche détruite est prise en 1977. Favorisée voire rendue possible par le programme de construction de l'Église protestante en Allemagne, la première pierre est posée le 31 octobre 1984 pour l'édifice sacré, qui était en ruine depuis près de quatre décennies. Les formes extérieures d'origine sont en grande partie conservées ou restaurées. À l'intérieur, cependant, une disposition complètement différente est créée. Seul un tiers de la salle d'avant-guerre est disponible pour les services religieux. Le précieux autel baroque, gravement endommagé pendant la Seconde Guerre mondiale, est reconstruit et, dans sa forme brisée, sert maintenant de mémorial contre la guerre. L'église des Rois Mages est consacrée le 9 septembre 1990 et finalement achevée en 1991.
Lors de la dernière phase de reconstruction en 1990, la Danse macabre de Dresde, une importante œuvre d'art de la Renaissance, est installée en face de l'autel sous la tribune de l'orgue. Il s'agit d'un relief en pierre créé par Christoph Walther Ier vers 1534, qui montre 27 personnages en quatre groupes, dont 24 figures humaines et trois figures de mort. Il mesure 12,5 m de long et 1,2 m de haut. La frise murale se trouvait initialement sur la façade du Georgentor au troisième étage, mais fut endommagée lors du grand incendie du château en 1701. Après sa restauration, la Danse macabre de Dresde trouve une nouvelle place temporaire dans le vieux cimetière de Dresde à partir de 1705. Lorsque la Dreikönigskirche baroque est construite ici à partir de 1732, elle est déplacée vers le  cimetière d'Innere Neustadt. Au cours de la reconstruction de la Dreikönigskirche, on décide de montrer la Danse macabre dans un endroit bien en vue de l'église, où elle se trouvait avant la construction de l'église au début du XVIIIe siècle.
La Dreikönigskirche est un bâtiment polyvalent sacré et abrite, outre l'église, plusieurs salles de réception modernes, dont certaines peuvent également être reliées les unes aux autres de manière flexible. Celles-ci comprennent une grande salle de bal et une petite salle pouvant accueillir au total environ 500 personnes. Les dix salles de conférence sont principalement utilisées pour des conférences, des conférences, des cours, des concerts et des expositions.
Le 27 octobre 1990, la réunion constitutive du Landtag de Saxe a lieu dans la salle de bal. Jusqu'à l'achèvement du bâtiment actuel du Landtag sur la Neue Terrasse en octobre 1993, les parlementaires se réunissaient dans le bâtiment de l'église pour leurs réunions mensuelles. Dans la salle à manger de la maison de l'église se trouve la céramique murale en plusieurs parties offerte par le Landtag.